# Публий Куриаций Фист Тригемин
Публий Куриаций Фист Тригемин на латински: Publius Curiatius Fistus Trigeminus или Публий Хораций Пулвил (на латински: Publius Horatius Pulvillus) e римски политик.

## Биография
Той е член на патрицианския род Куриации с когномен Фист Тригемин (Fistus Trigeminus), известен с битката на тримата Куриации за Алба Лонга против Хорациите от Рим през 672 и 640 пр.н.е.
През 453 пр.н.е. Публий става консул заедно със Секст Квинктилий Вар. През тази година в Рим избухва чумна епидемия и колегата му Секст умира; на неговото място е назначен Спурий Фурий Медулин Фуз.
През 451 пр.н.е. Публий става член на първата комисия на децемвирите, която създава законите на дванадесетте таблици.